# Monstrum (film)
Monstrum je český film režiséra Viktora Polesného z roku 2017, jehož námětem je tragický osud sochaře Otakara Švece, tvůrce Stalinova pomníku. 
Natáčení bylo zahájeno v roce 2016, kdy byla na místě pomníku postavena jeho částečná replika. Film natočila Česká televize podle scénáře a v režii Viktora Polesného. Inspirací pro film byla kniha Rudolfa Cajnera Žulový Stalin.

## Děj
Na začátku 50. let se sochař Otakar Švec snaží vyhýbat politice. Je ale vyzván, aby se účastnil soutěže na Stalinův pomník na Letenské pláni. Švec pojme soutěž pouze formálně, ale přesto překvapivě vyhraje. Odmítnout nelze. Švec se snaží unikat prostřednictvím poctivé sochařiny, spíš se ale blíží k lidské tragédii.

## Obsazení
| Jan Novotný         | Otakar Švec    |
| Zuzana Stivínová    | Vlasta Švecová |
| Martin Kraus        | Pavel Soukup   |
| Vladimír Polívka    | Jirka Hušek    |
| Patricie Solaříková | Jitka          |
| Petra Nesvačilová   | Klára          |
| Marian Roden        | doktor Klíček  |
| Miroslav Etzler     | Jan Lauda      |
| Juraj Deák          | Václav Kopecký |
| Miloslav Kopečný    | Zdeněk Nejedlý |